# Sawney Bean
Alexander "Sawney" Bean era o chefe de um clã de 48 membros que teria vivido entre os séculos XV e XVI na Escócia e a quem é atribuído o assassinato em massa e a canibalização de mais de 1.000 pessoas.
A história aparece no The Newgate Calendar, um catálogo de crimes da Prisão Newgate em Londres. Apesar da maioria dos historiadores concordarem que Sawney Bean nunca existiu ou que sua história foi muito exagerada, sua lenda foi integrada ao folclore local e tornou-se parte da indústria de turismo de Edimburgo.

## Lenda
De acordo com o The Newgate Calendar, Sawney Bean nasceu em East Lothian, durante o ano de 1500. Seu pai era um escavador de vala e jardineiro e Bean tentou assumir o negócio da família, mas rapidamente percebeu que tinha pouco gosto pelo trabalho honesto.
Ele saiu de casa com uma mulher viciosa que aparentemente compartilhava de suas inclinações. O casal acabou por viver em uma caverna costeira no Bennane Head, entre as cidades de Girvan e Ballantrae, onde viveram por cerca de 25 anos. A caverna estava localizada a 200 jardas de profundidade e durante a maré alta a entrada era bloqueada pela água. O casal acabou por produzir oito filhos, seis filhas, 18 netos e 14 netas. Vários netos eram produtos de incesto. Sem a inclinação para o trabalho regular, o clã prosperou colocando emboscadas à noite para roubar e matar indivíduos ou pequenos grupos. Os corpos eram trazidos de volta para a caverna, onde eram desmembrados e comidos. As sobras ficavam em conserva e partes dos corpos descartados, às vezes, eram encontradas em praias próximas. As partes do corpo e os desaparecimentos não passaram despercebidos pelos moradores locais, mas os Beans ficavam nas cavernas durante o dia e atacavam suas vítimas apenas durante a noite. O clã era tão secreto que os moradores não tinham conhecimento dos assassinos que moravam nas proximidades.
Conforme os desaparecimentos passaram a chamar mais atenção, várias buscas organizadas foram iniciadas para encontrar os culpados, sendo que uma delas encontrou a caverna, mas os homens se recusaram a acreditar que qualquer humano poderia viver nela. Frustrados e em uma busca frenética por justiça, os habitantes da cidade lincharam vários inocentes e os desaparecimentos continuaram.
Em uma fatídica noite, os Beans emboscaram um casal que cavalgava ao voltar de uma feira, mas o homem era hábil em combate e deteve o clã com uma espada e uma pistola. Os Beans, no entanto, feriram fatalmente a esposa do homem quando ela caiu no chão durante o conflito. Antes que pudessem levar o marido resistente, um grande grupo de feirantes apareceu na trilha e os Beans fugiram.
Com a existência dos Beans finalmente revelada, não tardou até que o Rei Jaime VI da Escócia (mais tarde Jaime I da Inglaterra) soubesse das atrocidades e decidisse conduzir uma caçada humana com uma equipe de 400 homens e vários cães de caça. Eles logo encontraram a caverna anteriormente esquecida dos Beans em Bennane Head. A caverna estava repleta de restos humanos, tendo sido palco de muitos assassinatos e atos de canibalismo.
O clã foi capturado vivo e levado acorrentado para a Cadeia Tolbooth em Edimburgo, em seguida, transferido para Leith ou Glasgow, onde foram prontamente executados sem julgamento; os homens tiveram seus órgãos genitais, mãos e pés cortados e foram deixados a sangrar até a morte; as mulheres e crianças, depois de assistir a morte dos homens, foram queimadas vivas. (Isso lembra, em essência, se não em detalhe, as punições "hanged, drawn and quartered", decretadas para homens condenados por traição, enquanto as mulheres condenadas pelo mesmo motivo eram queimadas.)

## Veracidade
Sawney Bean é muitas vezes considerado uma figura mítica. Citando um relato de 1843, Dorothy L. Sayers incluiu uma narrativa horrível em sua antologia Great Short Stories of Detection, Mystery and Horror. Um artigo de 2005 de Sean Thomas observa que documentos históricos, tais como jornais e diários da época em que Sawney Bean teria supostamente vivido, não fazem menção de desaparecimentos de centenas de pessoas. Além disso, Thomas observa inconsistências nas histórias, mas especula que alguns crimes reais poderiam ter inspirado a lenda:
| “ | ...De conto a conto, a data precisa do reinado de terror antropofágico de Sawney Bean varia muito: às vezes as atrocidades ocorreram durante o reinado de Jaime VI [ca. início dos anos 1600], ao passo que outras versões afirmam os Beans viveram séculos antes. Visto por este prisma, é discutível que a história dos Beans possa ter um fundo de verdade, mas a datação precisa dos eventos tornou-se obscurecida ao longo dos anos. Talvez a datação dos assassinatos tenha sido antecipada pelos editores e escritores dos contos, de modo a tornar a história mais relevante para os leitores ... Para aumentar a intriga, nós sabemos que o canibalismo não era desconhecido na Escócia medieval e que Galloway era um lugar sem lei nos tempos medievais; talvez nada na escala da lenda de Bean tenha acontecido, mas cada história cresce e é bordada ao longo do tempo. | ” |